# Vânătorul de spirite
The Wanderers este un film românesc din 2017 regizat de Dragoș Buliga. Rolurile principale au fost interpretate de actorii Armand Assante, Lior Ashkenazi, Raluca Aprodu.

## Distribuție
Distribuția filmului este alcătuită din:
- Lior Ashkenazi — Robert
- Cătălin Cățoiu — Somelier
- Ciprian Cirstiuc — Domnul 3
- Bae Jung-hwa — Ji Won
- George Remes — Dumitru
- Daniel Plier — Max Zaleski
- Zane Jarcu — Domnul 5
- Oana Marcu — Mara
- Elias Ferkin — Domnul 2
- Armand Assante — Louis
- Pali Vecsei — Valet
- Branko Djuric — Igor
- Bogdan Nechifor — Fratele Moise
- Andrei Ciopec — Domnul 1
- Ana Maria Bucura — Mrs. Zaleski
- Răzvan Vasilescu — Nechifor
- Claudiu Bleonț — Victor Apostol
- Emil Mandanac — Domnul 4
- Alexandra Apetrei — Angela
- Ho Jae Sun — Sung Ho
- Raluca Aprodu — Sorana